# وزارت کشور (ایران)
وزارت کشور از وزارت‌خانه‌های ایران است، که به اداره امور درون‌مرزی جمهوری اسلامی ایران می‌پردازد. استانداری‌ها، فرمانداری‌ها و بخشداری‌های ایران زیرمجموعه‌های وزارت کشور محسوب می‌شوند و از مهم‌ترین وظایف این وزارت‌خانه برگزاری انتخابات‌ در ایران می‌باشد. اسکندر مؤمنی از ۳۱ مرداد ۱۴۰۳ وزیر کشور ایران است.

## تاریخچه
نام این وزارت‌خانه از هنگام تأسیس در عصرِ ناصرالدین‌شاه تا اواخر عصر رضاشاه پهلوی، «وزارت داخله» بود که در سال ۱۳۱۸ با پیشنهاد فرهنگستان ایران به «وزارت کشور» تغییر پیدا کرد.

## شرح وظایف
فراهم نمودن موجبات حفظ نظم و امنیت در سراسر کشور و تأمین آزادی‌های سیاسی و اجتماعی در چارچوب قانون اساسی و سایر قوانین مملکتی و اجرای سیاست عمومی دولت به‌منظور پیشبرد برنامه‌های اجتماعی، اقتصادی عمرانی و حفظ دستاوردهای انقلاب اسلامی با استفاده از مشارکت‌های عمومی ونظارت بر اداره امور مناطق کشور از طریق استانداران، فرمانداران و بخشداران و همچنین شناسائی و تعیین هویت افراد و رفع بحران‌های ناشی از حوادث و وقایع غیرمترقبه.

## مأموریت‌ها و وظایف
- تأمین و حفظ امنیت داخلی و استقرار نظم و آرامش در کشور و ایجاد هماهنگی بین دستگاه‌های اطلاعاتی، انتظامی و نظامی و حفاظت از مرزها.
- تمشیت امور فرماندهی انتظامی.
- تلاش در جهت تحقق و توسعه آزادی‌های سیاسی و اجتماعی در چارچوب قانون اساسی و سایر قوانین کشور و تأمین توسعه سیاسی و اجتماعی پایدار و ارتقاء سطح مشارکت عمومی.
- زمینه‌سازی برای فعالیت مطلوب احزاب و تشکل‌های سیاسی و غیردولتی و نظارت بر فعالیت آنها.
- هدایت و راهبری و پشتیبانی شوراهای اسلامی و نظارت بر فعالیت آنها.
- ایجاد نظام مطلوب تقسیمات کشوری.
- هماهنگی و هدایت استانداران برای تحقق سیاست‌های عمومی و برنامه‌های دولت.
- سیاست‌گذاری، راهبری و نظارت بر امور مربوط به اتباع و مهاجرین خارجی.
- اجرای سیاست‌های عمومی دولت به‌منظور پیشبرد برنامه‌های اجتماعی، اقتصادی و عمرانی.
- برنامه‌ریزی به‌منظور انجام امور انتخابات.
- هماهنگی در جهت توسعه امور عمرانی شهرها و روستاها و هدایت و پشتیبانی فنی – اجرایی شهرداری‌ها و دهیاری‌ها و نظارت بر اجرای قوانین و مقررات مربوط به آنها.
- برنامه‌ریزی و اعمال مدیریت در جهت رفع بحران‌های ناشی از حوادث طبیعی و سوانح غیرمترقبه.
- شناسائی و تعیین هویت ایرانیان.[۶]

## حوزه وزیر
حوزه وزیر، خود شامل بخش‌های زیر می‌شود:
1. دفتر وزارتی
2. دفتر جانشینی فرماندهی کل قوا در امور فراجا
3. مرکز مطالعات راهبردی و آموزش
4. مرکز توسعه فناوری اطلاعات، امنیت و هوشمندسازی
5. مرکز مدیریت عملکرد، بازرسی و ارتباطات مردمی
6. مرکز حراست
7. مرکز اطلاع‌رسانی و امور بین الملل
8. دبیرخانه مرکز و هسته گزینش
9. دفتر اُمور ایثارگران
10. دفتر امور حقوقی و مجلس (قائم‌مقام وزیر در امور حقوقی و مجلس)

## معاونت‌ها
وزارت کشور ایران از پنج معاونت تشکیل شده است که اسامی این معاونت‌ها و زیرمجموعه‌هایشان به شرح زیر است:
- معاونت امنیتی و انتظامی
  - دفتر امور امنیتی
  - دفتر امور انتظامی و توسعه نظم عمومی
  - دفتر امور اتباع و مهاجرین خارجی
  - دفتر امور مرزی
- معاونت سیاسی
  - دفتر امور سیاسی
  - دفتر انتخابات
  - دفتر تقسیمات کشوری
- معاونت عمران و توسعه امور شهری و روستایی
  - دفتر فنی و برنامه ریزی عمرانی
  - دفتر حمل‌ونقل و دبیرخانه شورای‌عالی هماهنگی ترافیک شهرهای کشور
  - دفتر امور شوراها و شهرداری‌ها
- معاونت شهرداریها ودهیاریهای کشور (سازمان)
  - دفتر مالی، اقتصاد وسرمایه گذاری
  - دفتر حمل‌ونقل
  - دفتر امور شهرداری‌ها
  - دفتر بودجه
  - دفتر منابع انسانی
  - دفتر امور دهیاریها
- معاونت توسعه مدیریت و منابع
  - دفتر برنامه‌ریزی و بودجه
  - دفتر تشکیلات و بهبود روشها
  - اداره‌کل سرمایه انسانی
  - اداره‌کل امور مالی و ذیحسابی
  - اداره‌کل رفاه و پشتیبانی
- معاونت هماهنگی امور اقتصادی و توسعه منطقه‌ای[۷]
- دفتر هماهنگی امور اقتصادی
- دفتر سرمایه گذاری و اشتغال
- سازمان امور اجتماعی کشور
- مرکز ملی رصد اجتماعی کشور
- معاونت توسعه سرمایه اجتماعی و ساماندهی سواحل دریاها
- معاونت امور آسیب‌ها و مسائل اجتماعی
- معاونت مشارکت‌های اجتماعی
- دبیرخانه شورای اجتماعی کشور

## سازمان‌های وابسته یا تابعه
- سازمان ثبت احوال کشور
- سازمان مدیریت بحران کشور
- سازمان شهرداری‌ها و دهیاری‌های کشور[۲]
- سازمان امور اجتماعی کشور

## تقسیمات کشوری
| واحد تقسیمات کشوری | مسئول               | نهاد                  | نوع            | مرکز         |
| ------------------ | ------------------- | --------------------- | -------------- | ------------ |
| کشور               | وزیر کشور           | وزارت کشور            | دولتی          | پایتخت       |
| استان              | استاندار            | استانداری             | دولتی          | مرکز استان   |
| شهرستان            | فرماندار            | فرمانداری (ویژه)      | دولتی          | مرکز شهرستان |
| بخش                | بخشدار              | بخشداری               | دولتی          | مرکز بخش     |
| دهستان             | بخشدار (قبلاً دهدار) | بخشداری (قبلاً دهداری) | دولتی          | مرکز دهستان  |
| شهر                | شهردار              | شهرداری               | عمومی غیردولتی | –            |
| روستا              | دهیار               | دهیاری                | عمومی غیردولتی | –            |

## ساختمان وزارت کشور
از پایان سال ۱۳۵۹ وزارت کشور از ساختمان پیشین خود در خیابان بهشت به ساختمان وزارت کشور (ساختمان کنونی) در میدان فاطمی منتقل شد.

## بیانیه‌ها
در فروردین ۱۴۰۲ وزارت کشور بیانیه‌ای را در حمایت از حجاب اجباری منتشر کرد و در آن، حمایت خود را از «آمران به معروف» اعلام کرد. در بخشی از این بیانیه آمده است: «ضمن اعلام حمایت از همهٔ آمرانِ به معروف و ناهیان از منکر در سراسر کشور، دستگاه محترم قضائی، ضابطان و سایر نهادهای ذی‌ربط، نسبت به مواجهه با معدود هنجارشکان اقدام خواهند نمود.»
یک روز پس از این بیانیه، ویدئویی منتشر شد که در آن، شخصی اقدام به «خالی کردن سطل ماست» روی سر یک مادر و دختر می‌کند زیرا حجاب اجباری را رعایت نکرده بودند. انتشار این ویدئو واکنش‌های زیادی را در پی داشت.
چندی پس از آن، ویدئوی دیگری نیز منتشر شد که در آن، افرادی با استفاده از تسبیح اقدام به ضرب و شتم چند زن به دلیل عدم رعایت حجاب اجباری می‌کنند. یکی از زنان حاضر در ویدئو می‌گوید: «با تسبیح صلوات میفرستن یا بچه مردمو میزنن؟»